# Bodice
Bodice (węg. Bodafalu) – dawniej wieś na Liptowie na Słowacji w powiecie Liptowski Mikułasz, od 1971 r. dzielnica Liptowskiego Mikułasza. Liczy ok. 450 mieszkańców.

## Położenie
Bodice leżą na lewym brzegu Wagu, ok. 4 km na południowy zachód od centrum Liptowskiego Mikułasza, na wysokości ok. 640 m n.p.m. Zabudowania rozłożone są wzdłuż lewego brzegu rzeczki Demianówki, oddzielone nią od innej dawnej wsi, a obecnie dzielnicy Liptowskiego Mikułasza – Demianowej. Cała dzielnica znajduje się w strefie ochronnej Parku Narodowego Niżne Tatry.

## Historia
W 1283 r. król Węgier, Władysław IV Kumańczyk, nadał niejakiemu Bodzie, synowi Władysława, majątek składający się z pól i lasu, należących do tego czasu do wsi Palúdzka. Nazwa „Bodice”, powstała od imienia owego Body, pojawia się po raz pierwszy w dokumencie z 1299 r. dotyczącym wyznaczenia granic Palúdzki. Należy sądzić, że pomiędzy tymi dwoma datami Boda osadził w nowej wsi swych poddanych, a wkrótce osiadł tu i jego ród,  noszący później nazwisko Bodických. W dokumentach z XIV i XV w. wieś pojawia się pod węgierskimi nazwami Bodafalu albo Boda. Po Bodických, na skutek podziałów i koligacji małżeńskich, władało wsią jeszcze kilka innych liptowskich rodzin ziemiańskich.
Mieszkańcy zajmowali się rolnictwem, pracą w lesie oraz wiejskimi rzemiosłami: płóciennictwem, tkaniem kilimów i barwnych chodników oraz wikliniarstwem. Rzemiosła te zanikły prawie zupełnie po II wojnie światowej, kiedy większość mieszkańców wsi znalazła zatrudnienie w państwowych gospodarstwach rolnych i w Lasach Państwowych.
Obecnie Bodice pełnią rolę peryferyjnego osiedla mieszkalnego Liptowskiego Mikułasza. Z centrum miasta kursują do Bodic autobusy komunikacji miejskiej (MAD Liptovský Mikuláš) - linia nr 5.

## Zabytki
- Katolicki kościół św. Władysława (słow. kostol sv. Ladislava), gotycki, z 2 połowy XIV w. Przed kościołem kilka starych lip, wśród nich ponad 500-letnia, prawdopodobnie najstarsza lipa na Liptowie.

## Postacie związane z miejscowością
- Zoltán Palugyay (1898 – 1935), malarz.